# Ute Krautkremer
Ute Krautkremer (* 1958 in Koblenz) ist eine deutsche Bildhauerin, Malerin und Objektkünstlerin.

## Leben
Ute Krautkremer studierte von 1979 bis 1988 an der Johannes-Gutenberg-Universität in Mainz mit dem Schwerpunkt Plastik und Keramik bei den Professoren Volz, Hemrich und Ellwanger mit Hochschulabschluss für Lehramt in Kunst und Kunstgeschichte, wo sie 1986 das Förderstipendium der Johannes-Gutenberg-Universität erhielt. Seit 1990 hatte sie eine eigene Werkstatt in Mainz und seit 1999 ein Atelier in Spay. Sie lebt und arbeitet in Spay am Rhein und in Berlin.

## Werk
Ein Schwerpunkt ihrer künstlerischen Tätigkeit ist „Kunst am Bau“.
Krautkremers künstlerische Entwicklung zeigte in den zwischen 1984 und 2009 entstandenen Arbeiten eine zunehmende Verlagerung von der figürlichen Plastik zur freigewählten Form aus Papier, eingebunden in einen malerischen Bildträger. In ihren „Objektkästen“ erzeugt sie Illusionen von Räumlichkeit, die durch Licht und Schatten hervorgerufen scheinen.
In ihren aktuellen künstlerischen Arbeiten (2010/2011) setzt sie sich mit Spuren und Strukturen ihrer unmittelbaren Umgebung auseinander; Strukturen kulturellen Ursprungs, wie Dekorations- und Ordnungsformen aus den verschiedensten (auch banalen) Zusammenhängen, also künstliche, von Menschen hinterlassene Spuren, aber auch Strukturen direkt aus der Natur.
Mit diesen Arbeiten legt sie Zeitspuren frei, die das Zusammenspiel von "Leben – Vergehen oder Blühen – Verwelken" assoziieren.
Ihre Absicht ist, die Dinge außerhalb ihrer gewohnten Erfahrung sichtbar zu machen und eine vom Gefühl ausgelöste assoziative Betrachtung zu ermöglichen.

## Preise und Auszeichnungen
- 1986 Förderstipendium der Johannes-Gutenberg-Universität
- 2011 „Dr. Theobald-Simon-Kunstpreis“ der GEDOK, Bonn
- 2012 Förderpreis des Landes und des Europäischen Fonds für regionale Entwicklung (EFRE)
- 2020 Projektstipendium Kultusministerium Rheinland-Pfalz

## Rezeption
Anlässlich ihrer Sonderausstellung im Künstlerbahnhof Ebernburg schreibt die Allgemeine Zeitung, Mainz  am 15. Februar 2016 wie folgt:
"Ute Krautkremer arbeitet mit Relikten der materiellen Alltagskultur ebenso wie mit Fundstücken aus der Natur – Äste, Baumstämme, Schilf. Die Veränderung dieser Objekte, ihre Auflösung und ihr Zerfall stehen bei der künstlerischen Bearbeitung im Vordergrund, wobei die Künstlerin häufig mit Papierabformungen arbeitet. Als Negativformen mit strengen geometrischen Formen und Flächen kombiniert und sparsam farbig kontrastiert, werden diese in einen neuen Kontext gesetzt, eine neue Bedeutungsebene erhaltend. Sie erscheinen zwar aufgrund ihrer Plastizität konkret und vertraut, entwickeln aber durch die Materialität des Papierabgusses und die weitere Bearbeitung eine eigene abstrakte Qualität.
Andere Fundstücke werden – aus ihrem Verbund gelöst – zu rein formalen Elementen, die in neue Ordnungen überführt werden.
Das Zusammenwirken von Zufall und geplanter Ordnung vermittelt so zwischen natürlichen, künstlichen und künstlerischen Prozessen.
Nicht die Wiedergabe der Realität ist das künstlerische Anliegen, sondern die Verbindung von Abbild und Abstraktion, die dem Betrachter eigene neue Assoziationen ermöglicht."